# Quié
Quié é uma comuna francesa na região administrativa de Occitânia, no departamento de Ariège. Estende-se por uma área de 2,51 km². Em 2010 a comuna tinha 303 habitantes (densidade: 120,7 hab./km²).